# Tayikistán en los Juegos Paralímpicos de Atenas 2004
Tayikistán estuvo representado en los Juegos Paralímpicos de Atenas 2004 por un deportista masculino. El equipo paralímpico tayiko no obtuvo ninguna medalla en estos Juegos.